# Gefahrenbereich (Bahn)

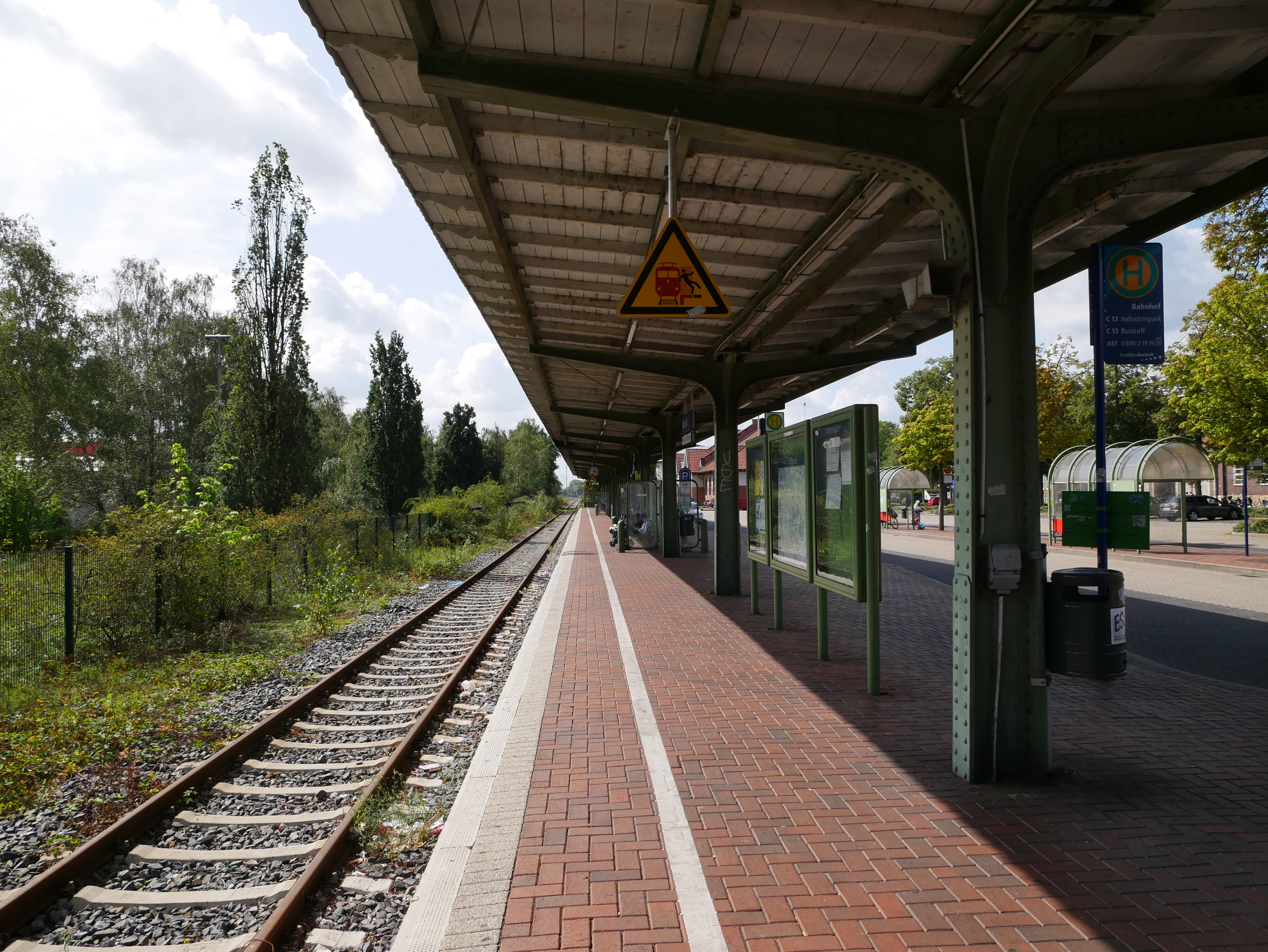
Einfache Kennzeichnung des in den Bahnsteigbereich hineinragenden Teil des Gefahrenbereichs (mit Strich) an einem Bahnsteig am Bahnhof Bocholt

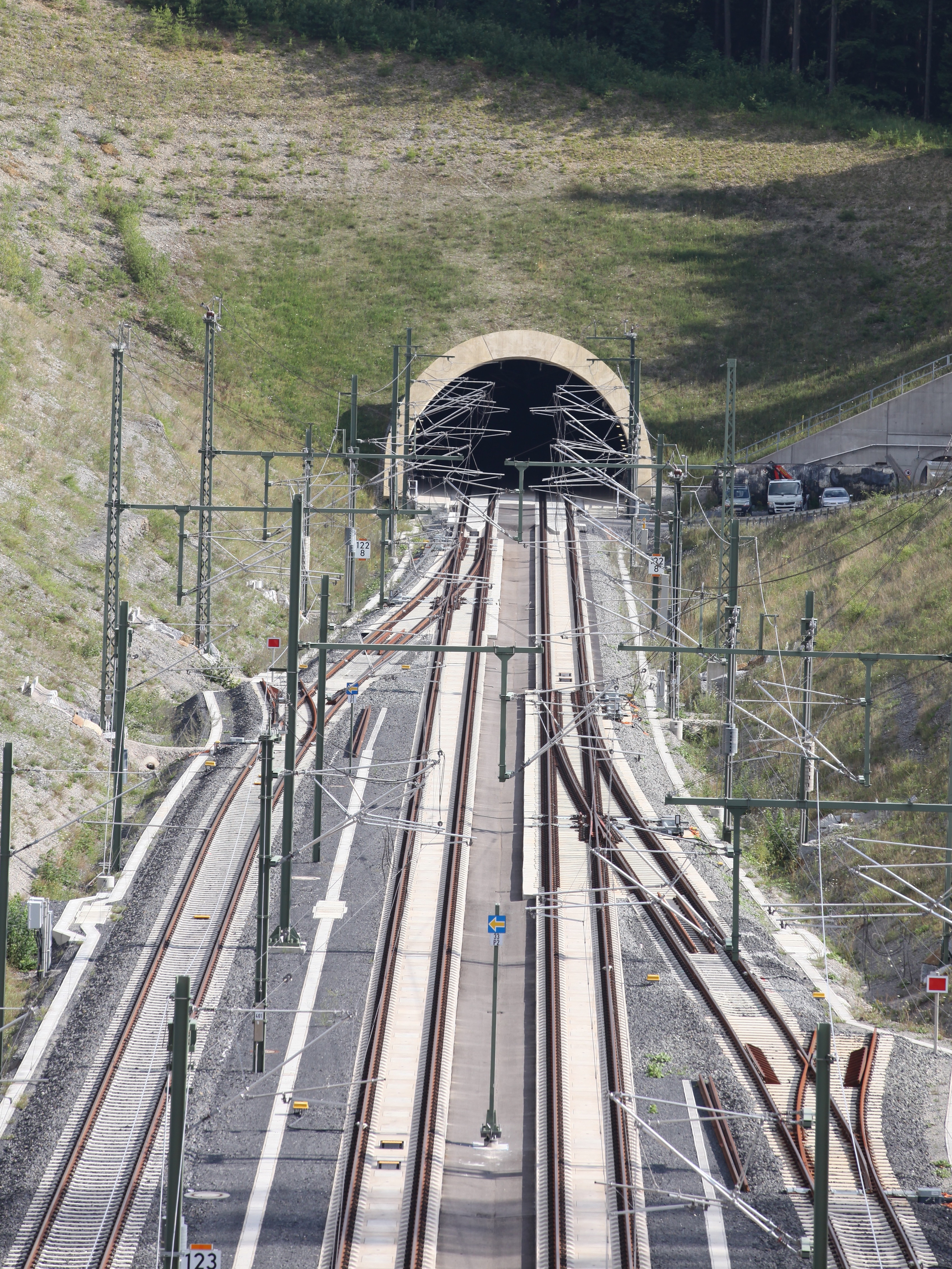
Der Gleisabstand in Überholbahnhöfen richtet sich maßgeblich nach dem Gefahrenbereich der durchgehenden Hauptgleise und den Überholgleisen. Um, ausgehend von den Gefahrenbereichen, den notwendigen Sicherheitsraum zwischen je einem durchgehenden Hauptgleis und dem zugehörigen Überholgleis zu schaffen, ist der Gleisabstand entsprechend groß zu planen.

Der Gefahrenbereich (in Österreich und teils in Deutschland Gefahrenraum, in der Schweiz Gleisbereich) ist bei der Eisenbahn eine wesentliche Bezugsgröße für Belange des Arbeitsschutzes bei Arbeiten im Gleisbereich sowie für den Schutz von Reisenden an Bahnsteigen. Er hat wesentlichen Einfluss auf die Querschnittsgestaltung von Bahnanlagen wie beispielsweise Gleisabstand und Fahrbahnbreite, Bahnsteige, Brücken und Tunneln.
Die Gefahr geht dabei insbesondere von Druckwellen aus, durch die Personen mitgerissen oder durch herumfliegende Teile gefährdet werden können.
Der Gefahrenbereich ist nicht mit der Breite des Lichtraums identisch und kann, je nach Geschwindigkeit, das Lichtraumprofil unter- oder überschreiten.

## Definition

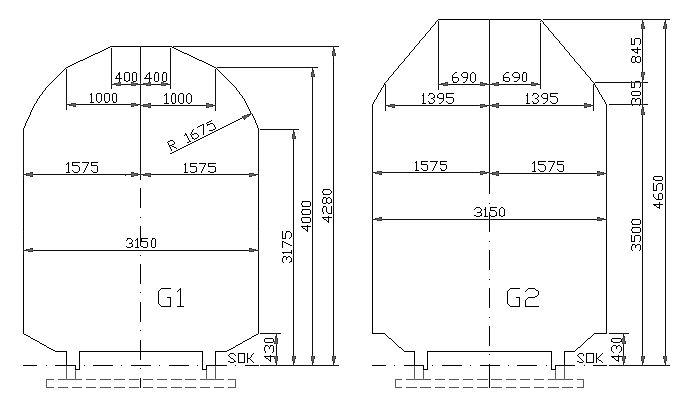
Lademaße für das international gängige Lichtraumprofil G1 (links) und das national gängige Profil G2 (rechts). Der Gefahrenbereich geht beidseitig darüber hinaus.

Die maßgebende Europäische Norm (EN 16704) definiert den Gefahrenraum als „Bereich, in dem eine Person, Material oder Ausrüstung von einem Schienenfahrzeug erfasst werden kann oder eine Verletzungs- bzw. tödliche Unfallgefahr auf Grund der Winddruck- und -sogwirkung besteht“.
Nach Definition der deutschen Eisenbahn-Unfallkasse (EUK, heute Unfallversicherung Bund und Bahn, UVB) ist der Gefahrenbereich ein Teil des Gleisbereichs, der „von bewegten Schienenfahrzeugen in Anspruch genommene Raum sowie der Raum unter, neben oder über Gleisen, in dem Versicherte durch bewegte Schienenfahrzeuge gefährdet werden können“. Zum Gleisbereich gehören „bei elektrisch betriebenen Bahnen auch der Bereich der Fahrleitungsanlage mit den davon zusätzlich ausgehenden Gefahren des elektrischen Stromes“.
Maßgebend sind in Deutschland die zum 1. Januar 2000 eingeführten Regeln der EUK für Sicherheit und Gesundheitsschutz sowie Gefahrenabwehr aus dem Bahnbetrieb bei Arbeiten im Gleisbereich von Eisenbahnen. Ausgehend von der Gleismitte vergrößert sich der Gefahrenbereich geschwindigkeitsabhängig von 1,85 m (bis 40 km/h) auf bis zu 3,00 m (über 160 bis 280 km/h).
Der Gefahrenraum nach EN 16704 umfasst das Arbeitsgleis und erstreckt sich auf beiden Seiten über einen Sicherheitsabstand, der ausgehend von der Gleisachse oder von den Außenkanten der Schiene gemessen wird. Er ist abhängig von nationalen Vorschriften und ist abhängig von „der Geschwindigkeit der Zugfahrten“ sowie den „Eigenschaften der Schienenfahrzeuge (Lichtraum und Begrenzungslinie)“.
Im Netz der Deutschen Bahn sind, davon abweichend, insgesamt größere Gefahrenbereiche vorgesehen, wobei nach Fernbahngleisen (im Folgenden F), S-Bahn-Gleisen (S) und Bahnhofsgleisen (B) unterschieden wird.
| v (km/h)                  | ≤ 40     | ≤ 50     | ≤ 70              | ≤ 90              | ≤ 120             | ≤ 140    | ≤ 160    | ≤ 200 | ≤ 230 | ≤ 280 |
| b (m) nach GUV            | 1,85     | 2,00     | 2,10              | 2,20              | 2,30              | 2,40     | 2,50     | 3,00  | 3,00  | 3,00  |
| b (m) nach DB-Regelwerk   | 1,85 (B) | 2,00 (B) | 2,50 (F) 2,30 (S) | 2,50 (F) 2,30 (S) | 2,50 (F) 2,30 (S) | 2,50 (F) | 2,50 (F) | 3,00  | 3,00  | 3,00  |
| am Bahnsteig zu markieren | 0,85     | 0,85     | 0,85              | 0,85              | 0,85              | 0,85     | 0,85     | 1,35  | 2,05  |       |

Es ist laut Angaben von 2013 beabsichtigt, den Gefahrenbereich für Geschwindigkeiten über 280 km/h auf 3,30 m zu vergrößern.
Teilweise wird empfohlen, für den Gefahrenbereich an Streckengleisen grundsätzlich eine Entwurfsgeschwindigkeit von mindestens 160 km/h vorzusehen, außer wenn selbst langfristig (z. B. bei einem späteren Einsatz von Neigetechnik) nur mit geringeren Geschwindigkeiten zu rechnen und im Planungsauftrag entsprechend vorgegeben ist.
Schutz-Langsamfahrstellen können eingerichtet werden, um erforderliche Gefahrenräume zu verringern.
Mit über 200 km/h befahrbare Gleisbereiche dürfen dabei nur im Ausnahmefall betreten werden, wenn
- signalabhängige Arbeitsstellen-Sicherungsanlagen eingesetzt werden oder[4]
- wenn Fahrten erst nach Rücksprache mit den am Gleis Arbeitenden zugelassen werden und zusätzlich eine Reihe weiterer Voraussetzungen erfüllt ist.[4]

Arbeiten an Gleisbereichen in Tunneln dürfen nur unter Sperrung des betroffenen Gleises, der Begrenzung der Geschwindigkeit im Nachbargleis auf 160 km/h und weiteren Bedingungen stattfinden.
Sendungen mit Lademaßüberschreitung werden bei der Festlegung des Gefahrenbereichs nicht mit berücksichtigt und können gesonderte Maßnahmen erfordern.
Im Netz der Deutschen Bahn wird an Bahnsteigen an mit bis zu 160 km/h befahrenen Bahnsteiggleisen ein Gefahrenbereich von 2,50 m festgelegt. Im Weiteren sind bis einschließlich 200 km/h 3,00 m vorzusehen.

## Abgrenzung
Aus den Regelwerken der GUV und der DB lässt sich ableiten, dass die Breite des Gefahrenbereichs bereits bei der Planung von Gleisanlagen – und nicht nur bei Bauarbeiten – zu berücksichtigen ist.
An den Gefahrenbereich können sich Sicherheitsräume, Randwege, Zwischenwege und Rettungswege (außerhalb von Tunneln) anschließen.
An den Gefahrenbereich schließt sich in der Regel ein in der Regel mindestens 50 cm breiter und 2,0 m hoher Sicherheitsraum an. In diesem können sich Beschäftigte außerhalb des Gefahrenbereichs bewegter Fahrzeuge aufenthalten. Um den Aufenthalt zwischen zwei Gleisen zuzulassen, ist ein Abstand von mindestens 0,8 m erforderlich. Dieser Sicherheitsraum ist, im Anschluss an den Gefahrenbereich, nur auf einer Seite des Gleises einzurichten.
Randwege von 80 cm bzw. 60 cm Breite (S-Bahn) werden beidseitig neben den äußeren Gleisen angelegt. Zwischenwege werden wie Randwege dimensioniert und zwischen jedem zweiten Gleis angeordnet. Rettungswege werden, außerhalb von Tunneln, bei bis zu zwei Gleisen einseitig neben angelegt, bei mehr als zwei Gleisen beidseitig. Sie sind mindestens 80 cm breit; Einbauten sind zulässig.
Vom Sicherheitsraum abzugrenzen ist hingegen der Fluchtweg im Tunnel, der sich nicht auf die Gleisachse und zulässige Geschwindigkeiten, sondern auf den Abstand zwischen dem breitesten mit geöffneten Türen stehenden Fahrzeug bezieht. Bei einer Mindesthöhe von 2,25 m ist eine Mindestbreite von 1,20 m herzustellen, örtliche Einengungen von bis zu 30 cm sind zulässig. Ein Fluchtweg ist neben jedem Gleis anzuordnen. Er erfordert in der Regel keine größere Gesamtbreite als für den Randweg erforderlich.

## Anwendungen

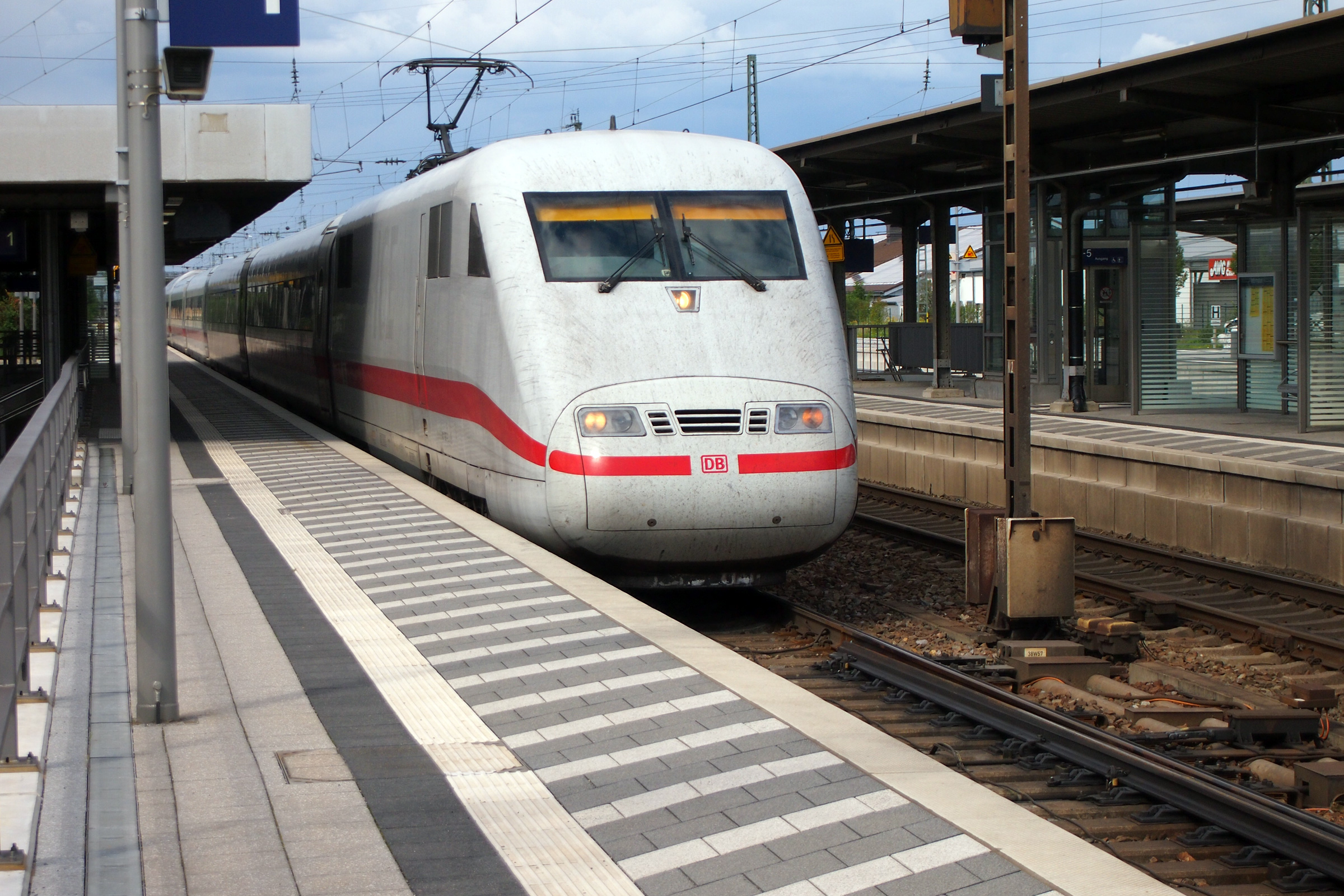
Taktiler Leitstreifen (Strich) mit Schraffur zur Kennzeichnung des in den Bahnsteig hineinreichenden Teil des Gefahrenbereichs, der nicht betreten werden soll, an einem mit 200 km/h befahrbaren Bahnsteiggleis.

Der in Bahnsteige hineinreichende, freizuhaltende Teil des Gefahrenbereichs kann an bis mit bis zu 200 km/h befahrenen Gleisen im Netz der Deutschen Bahn beispielsweise durch einen parallel zur Bahnsteigkante verlaufenden Strich oder eine Schraffur gekennzeichnet werden.

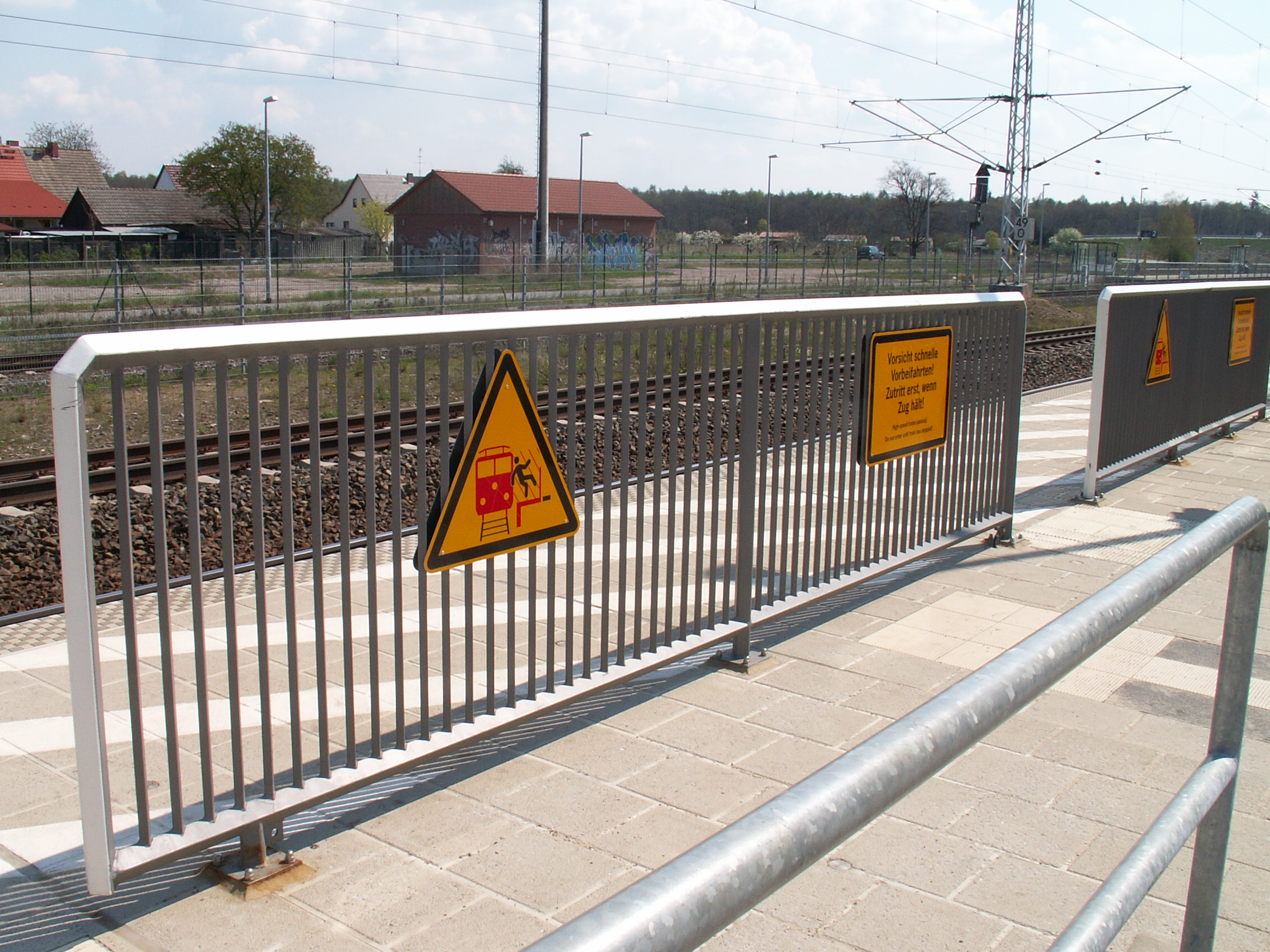
Sperrgitter am Bahnhof Paulinenaue, Schnellfahrstrecke Berlin–Hamburg. Der abgestreifte Gefahrenbereich wird zusätzlich durch Gitter flankiert.

Werden im Rahmen von Streckenausbauten Vorbeifahrten an Bahnsteigen mit mehr als 200 km/h und bis zu 230 km/h geplant, wird der Gefahrenbereich aus aerodynamischen Gründen vergrößert und durch ein unterbrochenes festes Geländer vom Aufenthaltsbereich des Bahnsteigs abgegrenzt. Nach § 13 (3) der Eisenbahn-Bau- und Betriebsordnung (EBO) sind an Bahnsteigen mit Vorbeifahrten von mehr als 200 km/h Vorkehrungen zu treffen, dass sich keine Reisenden im Gefahrenbereich auf den Bahnsteigen aufhalten. Beim Ausbau der Bahnstrecke Berlin–Hamburg kamen dabei – erstmals in Deutschland – Reisendensicherungsanlage (Sperrgitter) zum Einsatz, um den aus aerodynamischen Gründen auf 3,70 m vergrößerten Gefahrenbereich des Gleises abzugrenzen.